# 1964年の政治
1964年の政治（1964ねんのせいじ）では、1964年（昭和39年）の政治分野に関する出来事について記述する。

## できごと

### 1月
- 1月9日 - 周鴻慶、中国の大連に送還される。

### 2月
- 2月5日 - 最高裁判所、参議院東京地方区の選挙無効訴訟で「議員定数の決定は国会の権限であり、選挙人口に比例しないことで違憲とはいえない」と判断。
- 2月6日 - キプロス紛争、ギリシャ、トルコ系住民が衝突。
- 2月 - 吉田茂元首相、池田勇人首相の要請で特使として台湾を訪問。周鴻慶事件などで悪化した国民政府と関係改善。帰国後、送った「吉田書簡」問題で日中関係改善は一時冷却化。
- 2月末 - 西ドイツ司法省、オデッサ・ファイルを匿名の告発者から送られ、ナチ戦犯の追及に活用開始。

### 3月
- 3月8日 - マルコムXがアフロアメリカン統一機構（OAAU）を結成。
- 3月24日 - ライシャワー米大使が日本人少年に刺され負傷（ライシャワー事件）。
- 3月28日 - 経済協力開発機構（OECD）に正式加盟。
- 3月31日ブラジルで軍事クーデターにより、軍事独裁政権になる

### 4月
- 4月19日 - 松村謙三、中国を訪問。廖承志中日友好協会会長と会談。新聞記者の交換、LT貿易事務所開設で合意。
- 4月28日
  - 日本、経済協力開発機構（OECD）に加盟。
  - 第一回生存者叙勲発表。4月29日に叙勲。（吉田茂に大勲位菊花大綬章など）。

### 5月
- 5月15日 - 衆議院、部分的核実験停止条約を承認。
- 5月21日 - 日本共産党、部分的核実験停止条約に党議に反して賛成した志賀義雄衆議院議員を除名。
- 5月28日 - パレスチナ解放機構（PLO）設立。
- 5月29日 - 大野伴睦（自由民主党副総裁）死去。

### 6月
- 6月30日
  - 志賀義雄、鈴木市蔵参議院議員、神山茂夫や中野重治らと共に「日本共産党（日本のこえ）」を結成。
  - 福田篤泰防衛庁長官、訪米中に「憲法の範囲内で南ベトナム戦争に協力」と発言する。

### 7月
- 7月1日 - 母子福祉法施行。
- 7月2日 - リンドン・ジョンソン米大統領が1964年公民権法に署名。
- 7月6日 - マラウイ共和国がイギリスから独立。
- 7月10日 - 自由民主党総裁選挙。党大会で池田勇人が三選。池田242票、佐藤栄作160票、藤山愛一郎72票。

### 8月
- 8月2日 - トンキン湾事件、起こる。

### 9月
- 9月10日 - 池田首相、国立がんセンターに入院。
- 9月30日 - 義宮正仁親王、津軽華子と結婚。常陸宮家を創設。

### 10月

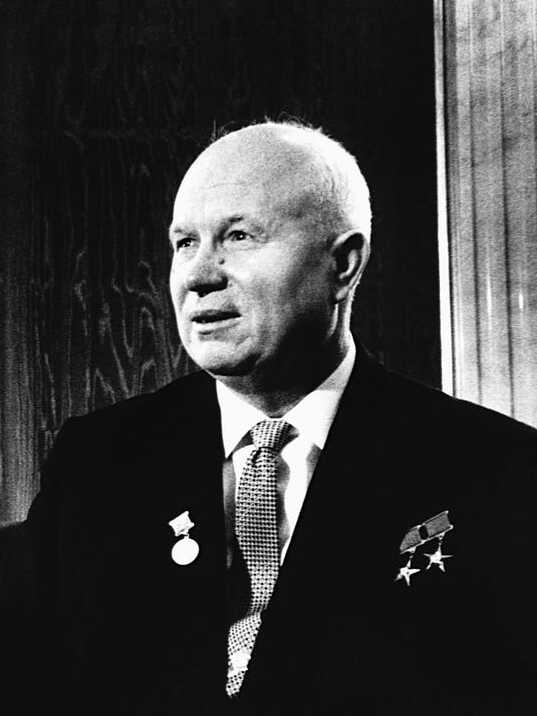
フルシチョフ失脚

ザンビア国旗

- 10月10日 - 東京オリンピック開会式。池田首相も出席。
- 10月16日
  - ソ連のタス通信、フルシチョフが首相及びソ連共産党第一書記を辞任したと報じる。後任の首相はコスイギン、第一書記はブレジネフ。
  - 中華人民共和国が自国のロプノール湖で初の核実験を行う。
- 10月24日 - ザンビアがイギリスから独立。
- 10月25日 - 池田勇人首相、東京オリンピック閉会式の翌日に退陣を表明。川島正次郎自民党副総裁、三木武夫幹事長が後継総裁選出で党内調整。

### 11月
- 11月9日
  - 池田首相、後継に佐藤栄作を指名。
  - 自民党両院議員総会、池田首相の後継首班に佐藤栄作を決定する。
  - 第47臨時国会召集（12月18日閉会）。第1次佐藤内閣発足。
- 11月12日
  - アメリカ海軍の原子力潜水艦が佐世保港に入港。佐世保で反対デモ。
  - 全日本労働総同盟（同盟）発足。
- 11月17日 - 公明党結成大会。委員長に原島宏治。

### 12月
- 12月1日 - 自民党第15回臨時党大会で佐藤栄作を自民党総裁に選出。
- 12月21日 - 第48国会召集（1965年6月1日閉会）。